# Colossoma macropomum
Genre
Espèce
Colossoma macropomum est une espèce de poissons américains de la famille des Serrasalmidae communément appelée « pacu » (comme d'autres espèces), « cachama » ou encore « tambaqui » et qui vit dans le bassin de l'Orénoque. Ce poisson, à la chair appréciée et à la croissance rapide, est élevé en pisciculture. C'est la seule espèce de son genre Colossoma (monotypique).

## Systématique
La classification première la plus reconnue sur Wikipédia est FishBase, elle classe le genre Colossoma dans la famille des Serrasalmidae,. Certaines classifications placent le genre dans la famille des Characidae et dans la sous-famille des Serrasalminae, tandis que d'autres élèvent cette sous-famille au rang de famille : celle des Serrasalmidae.
Le genre Colossoma a pour synonymes :
- Colosoma Eigenmann, 1915
- Colosomma
- Melloina Amaral Campos, 1946
- Waiteina Fowler, 1907
- Wateina

L'espèce Colossoma macropomum a été initialement classée dans le genre Myletes sous le protonyme Myletes macropomus Cuvier, 1816. Elle a pour synonymes :
- Colosomma macropomum (Cuvier, 1816)
- Colossoma macropodum (Cuvier, 1816)
- Colossoma marcopomum (Cuvier, 1818)
- Colossoma nigripinne (Cope, 1878)
- Colossoma nigripinnis (Cope, 1878)
- Colossoma oculus (Cope, 1872)
- Colossoma tambaqui (Amaral Campos, 1946)
- Colossoma tombaqui (Amaral Campos, 1946)
- Melloina tambaqui Amaral Campos, 1946
- Myletes macropomus Cuvier, 1816
- Myletes nigripinnis Cope, 1878
- Myletes oculus Cope, 1872
- Piaractus macropomus (Cuvier, 1816)
- Piaractus nigripinnis (Cope, 1878)
- Salmo tambaqui Kner, 1860

## Description
Le corps noir de Colossoma macropomum peut atteindre un mètre de long, ce poisson pouvant vivre 40 ans. C'est un omnivore saisonnier : à la saison des pluies, il consomme des graines (riz sauvage pour les juvéniles), des noix et des fruits qu'il écrase à l'aide de ses puissantes mâchoires, contribuant ainsi à la dissémination des graines, ; en saison sèche, il devient plus omnivore, les juvéniles filtrent l'eau à l'aide de leurs branchiospines pour capturer du plancton.

## Galerie

Spécimen en aquarium de muséum
Spécimen en aquarium
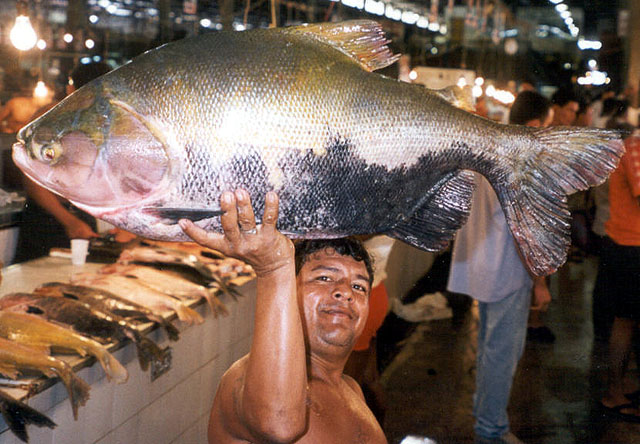
Spécimen pour l'alimentation
Spécimen en aquarium de muséum
Groupe de Colossoma en compagnie de Lamantins